# 尺骨茎状突起
尺骨茎状突起（しゃっこつけいじょうとっき）は、前腕の尺骨遠位端に見られる骨の突起である。

## 構造
尺骨茎状突起は、尺骨の内側・背側から突出しており、尺骨頭のわずか下に位置する。三角線維軟骨の頂点が付着するための窪みと、尺側手根伸筋の腱を通す背側の浅い溝により、尺骨頭と突起は分離されている。
突起の長さは一様でなく、2ミリメートルから6ミリメートルの間である。

## 機能
尺骨茎状突起の丸みを帯びた先端は、内側手根側副靭帯を通じて手首に接続している。突起の基部には、掌側・背側橈尺靭帯が付着している。

## 臨床的意義
橈骨遠位端骨折に伴う尺骨茎状突起の骨折は、ほとんどの場合で治療を必要としない。主な例外としては、橈骨と尺骨の間の遠位橈尺関節（DRUJ）が不安定な場合が挙げられる。DRUJが不安定な場合は、突起に対する独自の治療が求められることがある。
突起が過度に長いと、尺骨茎状突起衝突症候群と呼ばれる、手首の三角骨との痛みを伴う接触が発生する可能性がある。この症候群と診断するには、放射線医学の知見が用いられる。保存的療法ではトリアムシノロンの注射を行う一方で、外科的療法では切除術で突起を短くする。
手首を副木で固定する際は、圧迫による虚血を防ぐために、突起の位置を考慮に入れなければならない。